# Manuel Antonio de Castro y Careaga
Manuel Antonio de Castro y Careaga (Buenos Aires, gobernación del Río de la Plata, 18 de junio de 1754 – ib., Provincias Unidas del Río de la Plata, 23 de junio de 1822) era un canónigo de la catedral de Buenos Aires, que fuera el fundador de la ciudad de Mercedes del gobierno político-militar de Montevideo en la Banda Oriental —actual Uruguay—  de la entonces superintendencia bonaerense del Virreinato del Río de la Plata, el año 1788.

## Biografía
Manuel Antonio de Castro y Careaga era hijo de Gregorio Castro y de Josefa Clara Careaga, padres además de María Luisa, María Dominga y Juan Francisco, nacido en Corrientes antes que Manuel Antonio, y que será también sacerdote con destacada actuación, llegando a ser Canónigo de la Catedral de Córdoba.
Estudió filosofía a partir de 1771 en el Convento Franciscano de Paraguay y desde 1774 teología en el de Buenos Aires. El 29 de septiembre de 1781 fue ordenado sacerdote.
Su primer destino fue el curato de Santo Domingo Soriano, en la Banda Oriental, donde estuvo hasta 1797. Allí predicó Ejercicios Espirituales, estableció el rezo público del Viacrucis y del Rosario. Fundó la Cofradía de Ánimas y edificó a su costa la iglesia. El cabildo eclesiástico lo nombró recaudador y juez de diezmos de su curato y de cuatro partidos anexos.
Hacia el este de Soriano, costeando el río Negro encontró un grupo de vecinos que solicitaban atención pastoral. Fue así que en esa zona en el año 1788 puso la piedra fundamental de una capilla nueva, dedicada a la Nuestra Señora de las Mercedes que dio origen a la actual ciudad de Mercedes (Uruguay), por lo que se considera que fue su fundador.
Su preocupación por la capilla le acarrea algunos conflictos con el Cabildo de Soriano. La visita del obispo de Buenos Aires Manuel Azamor y Ramírez resuelve la situación. El obispo advierte lo injusto de las acusaciones y celebra la dedicación de la capilla el 29 de mayo de 1790.
En 1797 obtuvo por concurso el curato de Nuestra Señora de la Piedad, en Buenos Aires. Fue nombrado "medio racionero", cargo menor (carecían de derecho de voto) en el cabildo de la catedral de Buenos Aires en 1808. En 1810 fue nombrado canónigo, cargo que tenía al fallecer.
El 1 de agosto de 1821 se publicaba en el Argos una nota titulada “Resumen de los servicios y virtudes sociales, con que el finado General Belgrano honró a su patria”, semblanza que no tenía firma pero se presume que era obra de Manuel Antonio de Castro